# Berlinger (Unternehmen)
Die Berlinger Gruppe ist ein Schweizer Unternehmen mit Sitz in Ganterschwil im Toggenburg. Die Gruppe ist in zwei operativ eigenständige Gesellschaften gegliedert: Berlinger & Co. AG, spezialisiert auf Temperaturüberwachungssysteme, und Berlinger Special AG, tätig im Bereich von Sicherheitsbehältnissen und manipulationssicheren Verschlusssystemen für Dopingkontrollen.  

## Geschichte
Das Unternehmen wurde 1865 durch Johann Jakob Berlinger (1813–1891) als mechanische Baumwollweberei gegründet und durch seinen Sohn Johann Georg Berlinger weitergeführt. Nach einem Grossbrand wurde das Werk für neue Produkte wiederaufgebaut. Mit dem Schrägband gelang eine Innovation, die eine wesentlich günstigere Produktion als für vergleichbare Stoffbänder ermöglichte. Es folgte die Einführung einer diversifizierten Produktpalette für Spezialanforderungen. In den 1980er Jahren wurden Temperaturindikatoren für Verpackungen eingeführt, mit deren Hilfe die Einhaltung der Kühlkette kontrolliert werden konnte, beispielsweise für den Medikamententransport in Entwicklungsländern. Rund 10 Jahre später folgten manipulationsresistente Temperaturmessgeräte für dieselben Zwecke. Im Jahr 2015 wurden etwa 60 Prozent des Gesamtumsatzes von rund 20 Mio. Franken mit Temperaturkontrolleinheiten erzielt.
Ebenfalls in den 80er Jahren wurden in der Textilbandproduktion spezielle Klebestreifen als Zulieferprodukt zum Versiegeln von Dopingproben entwickelt. Es folgte die Entwicklung eines Systemverschlusses, der nur durch das zerstören der Sollbruchstelle geöffnet werden kann. 
Seit 1998 stellt das Unternehmen auch Sicherheitsfläschchen für Proben von Urin und Blut her, welche bei der Fussball-Weltmeisterschaft 1998 erstmals zu Dopingkontrollen eingesetzt wurden.

Dieses System wurde von der Welt-Anti-Doping-Agentur (WADA) übernommen und bei den Olympischen Sommerspielen 2000 in Sydney kam das 1997 fertig entwickelte Produkt erstmals exklusiv zum Einsatz. Es wird heute international für Kontrollen bei Athleten und bei den meisten Grossereignissen eingesetzt, darunter allein 250'000 Substanzproben im Jahr 2014. 
In diesem Jahr wurde auch die Produktion der Textilbänder endgültig eingestellt.
Auch bei den Olympischen Sommerspielen von 2016 werden die Sicherheitsfläschchen eingesetzt. Beim Öffnen der Fläschchen wird automatisch der Deckel zerstört und Manipulationen werden damit offensichtlich. Das Unternehmen hat in diesem Bereich nach eigenen Angaben weltweit einen Marktanteil von rund 80 Prozent.

2018 werden die Sicherheitsfeatures auch in Hinblick auf die Vorkommnisse im Rahmen des grossen Dopingskandals in Russland geprüft.
Im Juni 2024 wurde eine Neustrukturierung der Unternehmensgruppe bekannt gegeben:
- Der Geschäftsbereich Temperaturüberwachungssysteme (Berlinger & Co. AG) wird an das US-amerikanische Unternehmen Sensitech Inc., eine Tochtergesellschaft der Carrier Global Corporation, veräussert.
- Der Geschäftsbereich Dopingkontrollprodukte verbleibt bei der Berlinger Special AG, die sich vollständig im Eigentum der Familie Berlinger-Schwyter befindet. Die Gesellschaft operiert rechtlich und organisatorisch eigenständig.